# Plexaura kuna
Plexaura kuna is een zachte koraalsoort uit de familie Plexauridae. De koraalsoort komt uit het geslacht Plexaura. Plexaura kuna werd in 1996 voor het eerst wetenschappelijk beschreven door Lasker, Kim & Coffroth. 